# Muerte de Volkan Kaya
Volkan Kaya, de seis años, fue muerto por dos perros de ataque en un parque infantil en Hamburgo el 26 de junio de 2000. Su muerte provocó un intenso debate en toda Alemania sobre la introducción de regulaciones sobre perros de pelea y críticas a los fallos de las autoridades. En última instancia, esto resultó en la adopción de la Ley de Restricción de Importaciones y Movimiento de Perros y el endurecimiento de las leyes caninas existentes a nivel estatal.

## Investigación

### Suceso
La mañana del 26 de junio de 2000 a las 11:40 horas, Volkan estaba jugando al fútbol con otros niños en el prado junto a su escuela primaria cuando Ibrahim Külünk, de 23 años, y su novia, Silja W., de 19, sacaron a sus dos cruces de pit bull, Zeus y Gipsy, al patio de su edificio de apartamentos. De repente Gipsy corrió hacia el césped de la escuela y poco después Zeus también corrió hacia allí. Los perros saltaron el muro de ladrillo de 1,50 m que rodeaba el terreno escolar y se abalanzaron sobre Volkan, lo derribaron y le mordieron la cara, la cabeza y el cuello. Al intentar detener a los perros, el propio Ibrahim Külünk fue mordido en el brazo.
Hüseyin Aydogdu, de 33 años, y Dragan Juric, de 29, también intentaron alejar a los perros de Volkan. 
Al poco tiempo llegaron varias patrullas policiales en respuesta a una llamada de emergencia de un colegial de 13 años. Pasaron unos diez minutos antes de que un oficial finalmente disparara contra el perro Zeus. Disparó todo el cargador a quemarropa, tras lo cual el perro soltó a Volkan y quedó sin vida en el prado. El segundo perro huyó hacia los arbustos, donde un policía finalmente le disparó siete tiros.
Un médico de urgencias inició medidas de reanimación, pero debido a las gravísimas heridas en la cara y cabeza, el niño murió allí mismo, en el patio del colegio. 

### Informe médico
La autopsia de Volkan y de los dos perros fue realizada por el patólogo forense Michael Tsokos del Instituto de Medicina Forense de la Universidad de Hamburgo. En el estómago de Zeus encontró las partes centrales de la cara del niño, incluida la nariz y la región del labio superior, así como la zona de los ojos y gran parte del cuero cabelludo y cabello.
También se encontraron trozos de la cara y el cuero cabelludo en el estómago de la perra Gipsy, pero en mucha menor medida que en el perro macho. Esto significó que a Zeus se le podrían asignar las partes fatales del ataque a mordiscos, lo que provocó una importante pérdida masiva de sangre y la muerte de la víctima. 
"El perro de ataque Zeus le arrancó la cara a Volkan como si fuera una máscara de látex de carnaval durante el ataque", escribe Michael Tsokos en su libro Die Zeichen des Todes (Los signos de la muerte).

## Conocimiento de las autoridades
Mucho antes de que Volkan Kaya fuera mortalmente atacado, las autoridades de Hamburgo conocían ampliamente a Ibrahim Külünk y sus dos perros de pelea.
Ibrahim llamó la atención de la policía varias veces desde mediados de la década de 1990, por agresión, robo agravado, delitos relacionados con drogas y allanamiento de morada. Sin embargo, debido a ser un adolescente, no fue condenado en ese momento. Después de salir del instituto, adquirió un perro de pelea, la mezcla de pitbull Zeus, al que dejó correr por las calles del distrito de la estación de tren de Wilhelmsburg sin correa ni bozal.
En abril de 1998, Zeus siendo todavía un cachorro atacó a un pastor alemán y a su dueña, hiriéndolos a ambos. La mujer presentó entonces una denuncia contra Ibrahim K. Fue condenado a una multa de 1.600 marcos alemanes y la oficina de orden público le ordenó además presentarse con Zeus en el veterinario oficial, que examinó al perro y dictaminó que la mezcla de pitbull “no era ágil”, aunque “agudo con otros perros machos”. Por ello, Ibrahim K. se vio obligado a mantener a Zeus atado cuando saliera de su apartamento.
Sin embargo, ni la oficina de orden público ni la policía controlaron el cumplimiento de estos requisitos. Según testigos, Ibrahim siempre dejaba correr a su perro de pelea sin correa y sin bozal. También le regaló a su novia Silja W. otra mezcla de pitbull, una hembra llamada Gipsy. Ibrahim y Silja utilizaron el parque infantil contiguo a su edificio de apartamentos como campo de entrenamiento para los perros de pelea. Los vecinos observaron cómo Ibrahim Külünk prefería utilizar los columpios infantiles para enseñarle a apresar y morder. En dos años, el departamento de horticultura reemplazó alrededor de 50 columpios rotos en el distrito de la estación de ferrocarril de Wilhelmsburg. 
En abril de 2000, Zeus hirió a un labrador, lo que llevó a su dueño a presentar otra denuncia. Sin embargo, se cometió un error durante la redacción del informe policial, por lo que pasó desapercibido que el perro de ataque ya había mordido. Las autoridades simplemente ordenaron nuevamente que el perro fuera presentado al veterinario oficial.
Ese mismo mes, Zeus hirió también gravemente a un beagle y a un pastor alemán en dos días. El beagle murió poco después a causa de las heridas. Los dueños de los animales malheridos presentaron una denuncia. Se envió una orden de mantener a Zeus atado y con bozal, pero el correo oficial no llegó al destinatario previsto y fue devuelto. 
La perra, Gipsy, también hirió a otro perro y mordió a una niña de 11 años en un brazo. Se volvió a presentar un informe.
Según Silja W., su novio Ibrahim dejaba a veces a su perro correr con pesadas cadenas alrededor del cuello para "fortalecer los músculos" de esa zona, le dio patadas y lo golpeó con barras de hierro. Quería utilizar estos métodos para entrenar a Zeus "endureciéndolo", para que se convirtiera en "el perro de pelea más fuerte de la ciudad". 
En 1999, Ibrahim también fue acusado de tráfico de drogas y agresión.

## Reacciones

### En los medios
El incidente provocó una indignación pública generalizada y ocupó los titulares nacionales durante semanas. Un día después de su muerte, el 27 de junio de 2000, los escolares colocaron flores en el lugar donde murió Volkan. Estudiantes, padres y vecinos conmemoraron el evento en una sencilla ceremonia y los estudiantes plantaron un arce. Además, se reavivaron los debates sobre una regulación de los perros de pelea, lo que ejerció una gran presión sobre los políticos y las autoridades.

### Política
La introducción de una normativa sobre perros de pelea se venía discutiendo en Alemania desde principios de los años 1990. Después de la muerte del niño de seis años, finalmente entró en vigor a nivel federal el 21 de abril de 2001 la "ley para combatir perros peligrosos", que luego pasó a llamarse "ley para restringir el movimiento o la importación de perros peligrosos al país".
Además, los estados federados emitieron sus propias leyes, reglamentos y listas de razas de perros potencialmente peligrosos. En Renania del Norte-Westfalia se creó una lista de razas de perros que se consideran especialmente peligrosas: American Staffordshire, Bull Terrier, Pit Bull Terrier y Staffordshire Bull Terrier. Al mismo tiempo, Hamburgo aprobó las normas más estrictas para perros en Alemania apenas dos días después del incidente. 

## Juicio
El 1 de diciembre de 2000 comenzó ante el tribunal juvenil del Tribunal Regional de Hamburgo la audiencia principal contra Ibrahim Külünk por lesiones corporales con resultado de muerte y Silja W. por Homicidio negligente.  La fiscalía exigió una pena de prisión de 8 años y 6 meses para Ibrahim K. y una pena juvenil de 2 años y 9 meses para Silja W. El abogado defensor de Ibrahim presionó para que se absolviera a su cliente. 

### Veredicto
Ambos acusados fueron condenados el 17 de enero de 2001 únicamente por homicidio por negligencia.  El tribunal no pudo encontrar ninguna intención de causar daño corporal. El veterinario oficial evaluó a Zeus como "no ágil". Sin embargo, los acusados actuaron con un alto grado de incumplimiento del deber. 

"Ambos actuaron por una mezcla de ignorancia, incomprensión pero sobre todo por crueldad e indiferencia enraizadas en el egoísmo, por negligencia y descuido". Egbert Walk, juez presidente.

Ibrahim K. fue condenado a tres años y medio de prisión como propietario de la mezcla de pitbull Zeus. Como atenuante, se le dio crédito por intentar “con todas sus fuerzas” salvar la vida del niño cuando los perros “lo destrozaron como si fuera una presa”. 
Silja W. recibió una sentencia juvenil de un año en libertad condicional. Durante ese tiempo no se le permitió tener perros y tuvo que hacer trabajo social durante diez fines de semana. El hecho de que hubiera mostrado remordimiento y hecho una confesión parcial ante el tribunal fue considerado como un factor para mitigar su sentencia. 
Los recursos de apelación del fiscal y de la defensa contra el veredicto se presentaron el 5 de enero. 
Después de cumplir poco más de dos años y medio de su condena, Ibrahim Külünk fue puesto en libertad en enero de 2003, y deportado a Turquía, su país natal.